# Fiona Dourif

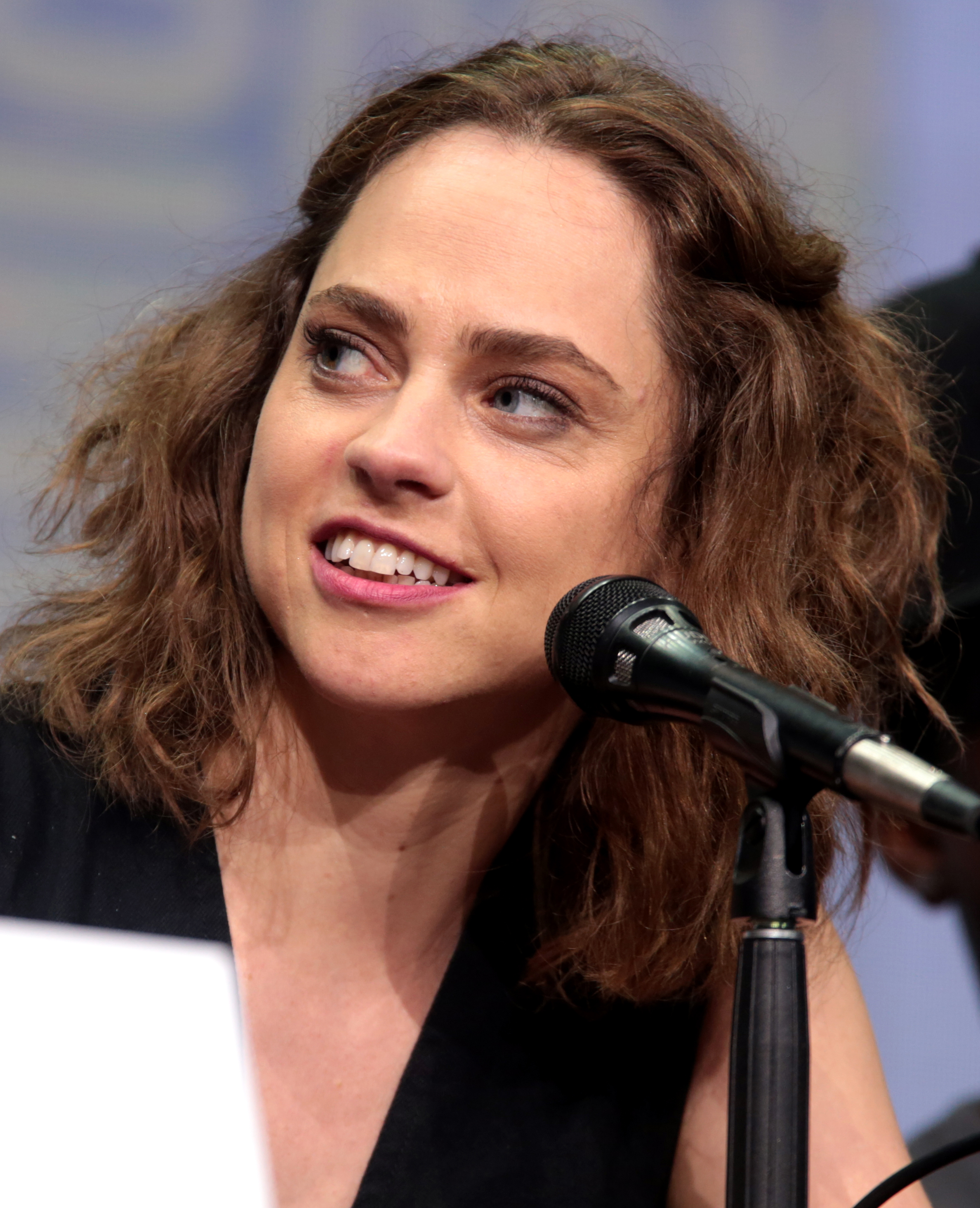
Fiona Dourif, 2017

Fiona Dourif (* 30. Oktober 1981 in Woodstock, New York) ist eine US-amerikanische Schauspielerin.

## Leben und Werk
Dourifs Vater ist der Schauspieler Brad Dourif. Sie hat noch eine ältere Schwester.
Ihre erste Fernsehrolle hatte Dourif 2005 in der zweiten Staffel der US-amerikanischen Fernsehserie Deadwood, in der sie in drei Folgen eine Prostituierte verkörperte. Zuvor war sie während der ersten Staffel noch als Produktionsassistentin für die Serie tätig.
Danach folgten weitere Auftritte als Darstellerin in US-amerikanischen Fernsehserien und Kinofilmen. Ihr Schaffen umfasst mehr als 45 Produktionen.
Sie spielt, wie ihr Vater einst, in den Chucky-Filmen Curse of Chucky (2013) und Cult of Chucky (2017) eine Hauptrolle. Außerdem trat sie seit 2021 in der Serie Chucky in Erscheinung.

## Filmografie (Auswahl)
- 2005: Deadwood (Fernsehserie, drei Folgen)
- 2006: Thief (Fernsehserie, vier Folgen)
- 2006: Little Chenier
- 2008: Garden Party
- 2008: Law & Order: Special Victims Unit (Fernsehserie, eine Folge)
- 2009: Bored to Death (Fernsehserie, eine Folge)
- 2009: Frank the Rat
- 2009: The Messenger – Die letzte Nachricht (The Messenger)
- 2010: Mafiosa
- 2010: Athena (Kurzfilm)
- 2010: After the Fall (Fernsehfilm)
- 2011: Letters from the Big Man
- 2011: True Blood (Fernsehserie, acht Folgen)
- 2012: The Master
- 2013: Curse of Chucky
- 2014: Gutshot Straight
- 2014: Fear Clinic
- 2014: She (Kurzfilm)
- 2015: Manhattan (Fernsehserie, zwei Folgen)
- 2015: The Player (Fernsehserie, eine Folge)
- 2015: Rizzoli & Isles (Fernsehserie, eine Folge)
- 2016: Mafiosa
- 2016: Chasing Gold
- 2016: Arbor Demon (Enclosure)
- 2016: Blood Is Blood
- 2016: Her Last Will
- 2016: Still Single (Fernsehfilm)
- 2016–2017: Dirk Gentlys holistische Detektei (Dirk Gently’s Holistic Detective Agency, Fernsehserie, 15 Folgen)
- 2017: Safe
- 2017: Cult of Chucky
- 2017: When We Rise (Fernsehserie, sieben Folgen)
- 2018: Shameless (Fernsehserie, eine Folge)
- 2018: The Purge – Die Säuberung (Fernsehserie, fünf Folgen)
- 2018–2021: The Blacklist (Fernsehserie, zehn Folgen)
- 2020: Tenet
- 2020: Utopia (Fernsehserie, drei Folgen)
- 2020: Helstrom (Fernsehserie, eine Folge)
- 2021: The Stand – Das letzte Gefecht (The Stand, Fernsehserie, vier Folgen)
- 2021–2024: Chucky (Fernsehserie, 12 Folgen)
- 2021: Red Bird Lane (Fernsehfilm)
- 2022: Don’t Look at the Demon
- 2023: On Fire
- 2024: Unsinkable
- 2024: Psychonaut
- 2025: The Pitt (Fernsehserie)